# Жаркая, Тамара Иннокентьевна
Тамара Иннокентьевна Жарка́я (8 июля 1959 — 8 марта 1988, Вещево, Ленинградская область) — бортпроводница «Аэрофлота», убитая во время захвата и попытки угона пассажирского самолёта. За мужество и отвагу Тамара Жарка́я награждена боевым орденом Красного Знамени (посмертно).

## Биография
Жила в Иркутске. С 1984 года работала бортпроводницей в Иркутском объединённом авиаотряде Восточно-Сибирского управления гражданской авиации. Незадолго до гибели была назначена начальником службы бортпроводников Иркутского объединённого авиаотряда Восточно-Сибирского управления гражданской авиации. 
8 марта 1988 года во время захвата и попытки угона пассажирского самолёта Ту-154 с целью побега из СССР, требовавшими взять курс на Лондон, пыталась их успокоить, объясняя, что самолёт делает манёвр перед посадкой в финском городе Котка (в действительности самолёт направлялся на военный аэродром Вещево), старалась убедить террористов Овечкиных не убивать пассажиров. По версии журналистки И. Алексеевой, была подругой Василия Овечкина и специально полетела не в свою смену.
Перед началом штурма самолёта сотрудниками милиции была убита Дмитрием Овечкиным. После начала штурма самолёта сотрудниками милиции сам Дмитрий застрелился.
Похоронена в Иркутске на Радищевском кладбище. Посмертно награждена орденом Красного Знамени.

## Память
- 8 июля 1989 года в Иркутске установлен памятник Тамаре Жаркой.
- Тамара Жаркая стала прототипом стюардессы в кинофильме «Мама», которую сыграла актриса Наталья Солдатова.